# Olivrücken-Zwergspecht

Verbreitungsgebiet des Olivrücken-Zwergspechtes

Der Olivrücken-Zwergspecht (Picumnus olivaceus) ist eine Vogelart aus der Gattung der Zwergspechte (Picumnus) aus der Familie der Spechte (Picidae).
Der Vogel kommt von Guatemala über Zentralamerika und den Westen Südamerikas bis Peru vor.
Der Lebensraum umfasst ein breites Spektrum von Habitaten, beispielsweise Sekundärwald, Waldränder, Lichtungen und Plantagen. Am Häufigsten ist die Art im Tiefland und in den Vorbergen, auch auf größeren Höhenlagen anzutreffen.
Der Artzusatz kommt von lateinisch olivaceus ‚olivfarben‘.

## Merkmale
Die Art ist 8–10 cm groß, wiegt 10–15 g. Das Männchen hat eine schwarze Kopfkappe von der Stirn bis zum Nacken mit roten Federspitzen an Stirn und Scheitel, weißen Flecken am Hinterkopf und Nacken. Die Zügel sind weißlich, die Wangen und Ohrdecken braun, unter und hinter dem Auge haben die Federn weiße Spitzen, der Nacken seitlich ist hell gelblich-braun. Die Oberseite ist oliv-braun, gelb überhaucht, die Deckflügel haben schmale gelbliche Ränder, die dunkelbraunen Flugfedern zeigen deutliche gelbe bis gelb-grüne Spitzen. Die Schwanzoberseite ist braun, die beiden mittleren Steuerfedern tragen einen helleren gelbbraunen oder gelblichen Streifen auf der Innenseite, die beiden äußeren haben jeweils einen schräg verlaufenden Streifen.
Kinn und Kehle sind gelbbraun bis gelblich-weiß, schmale dunkle Federränder ergeben ein geschupptes Bild. Die Brust ist gelblich-braun, die Unterseite heller gelblich-weiß bis matt gelblich, Bürzel und Flanken haben unterschiedlich ausgeprägte breite bräunliche Streifen. Die Flügelunterseite ist bräunlich-grau, die Unterflügeldecken sind weißlich. Der Schnabel ist kurz, mit leicht gebogenem Schnabelfirst, schwarz gefärbt mit grauer Basis des Unterschnabels.
Die Iris ist dunkelbraun, die Orbitalhaut grau bis blaugrau, die Füße sind grau, oft mit etwas Blau oder Grün.
Beim Weibchen trägt die ganze Kopfkappe weiße Flecken.
Jungvögel sind matter und brauner gefärbt, manchmal heller und kräftiger auf der Unterseite gestrichelt.
Die Art ist unterscheidet sich vom ähnlichen Braunrücken-Zwergspecht (Picumnus granadensis) durch blassere und gelbere Oberseite, dunklere Unterseite und die roten Kopfflecken beim Männchen.

## Geografische Variation
Es werden folgende Unterarten anerkannt:
- Picumnus olivaceus dimotus Bangs, 1903 – Tiefland in Ostguatemala, Nordhonduras und Ostnicaragua, Oberseite hat mehr Grün, die Brust mehr Oliv, die Unterseite ist blasser, beim Männchen gelb-orange Federspitzen am Kopf
- Picumnus olivaceus flavotinctus Ridgway, 1889 – Costa Rica bis Panama und äußersten Nordwesten Kolumbiens (Chocó), dunkel oliv bis olivgrün oben, mehr olivfarben unten, Männchen mit gelben Federspitzen am Scheitel
- Picumnus olivaceus olivaceus Lafresnaye, 1845, Nominatform – Kolumbien im Norden und im Westen
- Picumnus olivaceus eisenmanni Phelps, W.H. Jr. & Aveledo, 1966 – Westvenezuela (Sierra de Perijá) und Kolumbien angrenzend, Oberseite gelblich, auch Gelb im Flügel und blass gelblich-olive Brustfärbung, Männchen mit orange bis gelben Federspitzen am Kopf
- Picumnus olivaceus harterti Hellmayr, 1909 – Südwesten Kolumbiens und Westecuador sowie Nordwestperu (Tumbes), kleiner, dunkler olivfarben, Männchen mit goldgelben Kopffedern
- Picumnus olivaceus tachirensis Phelps, W.H. & Gilliard, 1941 – östliche Anden Kolumbiens und angrenzender Westen Venezuelas, etwas grün überhauchte Oberseite, Männchen hat orange bis gelbe Federspitzen am Kopf

## Stimme
Der Ruf des Männchens wird als schneller leiser Triller über 3–4 Sekunden beschrieben, der Warnruf klingt wiederholt quäkend. Die Laute erinnern an die von Goldbrauen-Gimpeltangare (Tiaris olivacea) oder Haldenwaldsänger (Helmitheros vermivorum).

## Lebensweise
Die Art ist ein Standvogel.
Die Nahrung besteht hauptsächlich aus Ameisen und Termiten einschließlich Larven, auch Käfer und Eier von Schaben, die einzeln, paarweise, oder in Familiengruppen von 4–5 Vögeln, auch gern zusammen mit gemischten Jagdgemeinschaften gejagt werden. Gesucht wird im Unterwuchs, in offenerem Dickicht und Lianen, seltener auch baumkronennah. Das Auf- und Abklettern erinnert an Kleiber oder Baumspäher (Xenops). Gegenüber Baumstämmen und dicken Verzweigungen werden dünne Äste, Zweige und Kletterpflanzen bevorzugt. Ameisennester werden durch sehr schnelles Hämmern zum Bohren winziger Löcher ausgenommen.
Die Brutzeit liegt in Costa Rica und Panama zwischen Dezember und Mai, in Kolumbien zwischen Februar und September. Oft wird zweimal gebrütet. Beide Altvögel erstellen die Nisthöhle meist in geringer Höhe von unter 2 m. Das Gelege besteht aush 2 bis 3 Eiern. Die Altvögel schlafen in der Höhle vor Eiablage und während des Brütens durch beide über 13–14 Tage. Beide füttern die Küken auch.

## Gefährdungssituation
Der Bestand gilt als „nicht gefährdet“ (least Concern).